# Grand Prix Rakouska 1998
Grand Prix Rakouska 1998 (XXVII Großer A1 Preis von Osterreich), 10. závod 49. ročníku mistrovství světa jezdců Formule 1 a 41. ročníku poháru konstruktérů, historicky již 624. Grand Prix, se již tradičně jela na okruhu A1 Ring.

## Výsledky

### Kvalifikace
| Pořadí | Číslo | Jezdec                | Konstruktér         | Čas      | Odstup |
| ------ | ----- | --------------------- | ------------------- | -------- | ------ |
| 1      | 5     | Giancarlo Fisichella  | Benetton-Playlife   | 1:29.598 | —      |
| 2      | 14    | Jean Alesi            | Sauber-Petronas     | 1:30.317 | +0.719 |
| 3      | 8     | Mika Häkkinen         | McLaren-Mercedes    | 1:30.517 | +0.919 |
| 4      | 3     | Michael Schumacher    | Ferrari             | 1:30.551 | +0.953 |
| 5      | 18    | Rubens Barrichello    | Stewart-Ford        | 1:31.005 | +1.407 |
| 6      | 17    | Mika Salo             | Arrows              | 1:31.028 | +1.430 |
| 7      | 2     | Heinz-Harald Frentzen | Williams-Mecachrome | 1:31.515 | +1.917 |
| 8      | 4     | Eddie Irvine          | Ferrari             | 1:31.651 | +2.053 |
| 9      | 10    | Ralf Schumacher       | Jordan-Mugen-Honda  | 1:31.917 | +2.319 |
| 10     | 11    | Olivier Panis         | Prost-Peugeot       | 1:32.081 | +2.483 |
| 11     | 1     | Jacques Villeneuve    | Williams-Mecachrome | 1:32.083 | +2.485 |
| 12     | 19    | Jos Verstappen        | Stewart-Ford        | 1:32.099 | +2.501 |
| 13     | 16    | Pedro Diniz           | Arrows              | 1:32.206 | +2.608 |
| 14     | 7     | David Coulthard       | McLaren-Mercedes    | 1:32.399 | +2.801 |
| 15     | 9     | Damon Hill            | Jordan-Mugen-Honda  | 1:32.718 | +3.120 |
| 16     | 12    | Jarno Trulli          | Prost-Peugeot       | 1:32.906 | +3.308 |
| 17     | 6     | Alexander Wurz        | Benetton-Playlife   | 1:33.185 | +3.587 |
| 18     | 15    | Johnny Herbert        | Sauber-Petronas     | 1:33.205 | +3.607 |
| 19     | 23    | Esteban Tuero         | Minardi-Ford        | 1:33.399 | +3.801 |
| 20     | 21    | Toranosuke Takagi     | Tyrrell-Ford        | 1:34.090 | +4.492 |
| 21     | 22    | Šindži Nakano         | Minardi-Ford        | 1:34.536 | +4.938 |
| 22     | 20    | Ricardo Rosset        | Tyrrell-Ford        | 1:34.910 | +5.312 |

### Závod
| Pořadí | Číslo | Jezdec                | Konstruktér         | Kola | Čas/odstoupení | Start | Body |
| ------ | ----- | --------------------- | ------------------- | ---- | -------------- | ----- | ---- |
| 1      | 8     | Mika Häkkinen         | McLaren-Mercedes    | 71   | 1:30:44.086    | 3     | 10   |
| 2      | 7     | David Coulthard       | McLaren-Mercedes    | 71   | +5.289         | 14    | 6    |
| 3      | 3     | Michael Schumacher    | Ferrari             | 71   | +39.092        | 4     | 4    |
| 4      | 4     | Eddie Irvine          | Ferrari             | 71   | +43.976        | 8     | 3    |
| 5      | 10    | Ralf Schumacher       | Jordan-Mugen-Honda  | 71   | +50.654        | 9     | 2    |
| 6      | 1     | Jacques Villeneuve    | Williams-Mecachrome | 71   | +53.202        | 11    | 1    |
| 7      | 9     | Damon Hill            | Jordan-Mugen-Honda  | 71   | +1:13.624      | 15    |      |
| 8      | 15    | Johnny Herbert        | Sauber-Petronas     | 70   | +1 kolo        | 18    |      |
| 9      | 6     | Alexander Wurz        | Benetton-Playlife   | 70   | +1 kolo        | 17    |      |
| 10     | 12    | Jarno Trulli          | Prost-Peugeot       | 70   | +1 kolo        | 16    |      |
| 11     | 22    | Šindži Nakano         | Minardi-Ford        | 70   | +1 kolo        | 21    |      |
| 12     | 20    | Ricardo Rosset        | Tyrrell-Ford        | 69   | +2 kola        | 22    |      |
| Ret    | 19    | Jos Verstappen        | Stewart-Ford        | 51   | Motor          | 12    |      |
| Ret    | 23    | Esteban Tuero         | Minardi-Ford        | 30   | Vyjetí z tratě | 19    |      |
| Ret    | 5     | Giancarlo Fisichella  | Benetton-Playlife   | 21   | Kolize         | 1     |      |
| Ret    | 14    | Jean Alesi            | Sauber-Petronas     | 21   | Kolize         | 2     |      |
| Ret    | 2     | Heinz-Harald Frentzen | Williams-Mecachrome | 16   | Motor          | 7     |      |
| Ret    | 18    | Rubens Barrichello    | Stewart-Ford        | 8    | Brzdy          | 5     |      |
| Ret    | 16    | Pedro Diniz           | Arrows              | 3    | Kolize         | 13    |      |
| Ret    | 17    | Mika Salo             | Arrows              | 1    | Kolize         | 6     |      |
| Ret    | 11    | Olivier Panis         | Prost-Peugeot       | 0    | Spojka         | 10    |      |
| Ret    | 21    | Toranosuke Takagi     | Tyrrell-Ford        | 0    | Kolize         | 20    |      |

## Průběžné pořadí šampionátu
Pohár jezdců
| Pořadí | Jezdec             | Body |
| ------ | ------------------ | ---- |
| 1      | Mika Häkkinen      | 66   |
| 2      | Michael Schumacher | 58   |
| 3      | David Coulthard    | 36   |
| 4      | Eddie Irvine       | 32   |
| 5      | Alexander Wurz     | 17   |

Pohár konstruktérů
| Pořadí | Konstruktér         | Body |
| ------ | ------------------- | ---- |
| 1      | McLaren-Mercedes    | 102  |
| 2      | Ferrari             | 90   |
| 3      | Benetton-Playlife   | 32   |
| 4      | Williams-Mecachrome | 20   |
| 5      | Stewart-Ford        | 5    |